# Varulvshäxprocesser

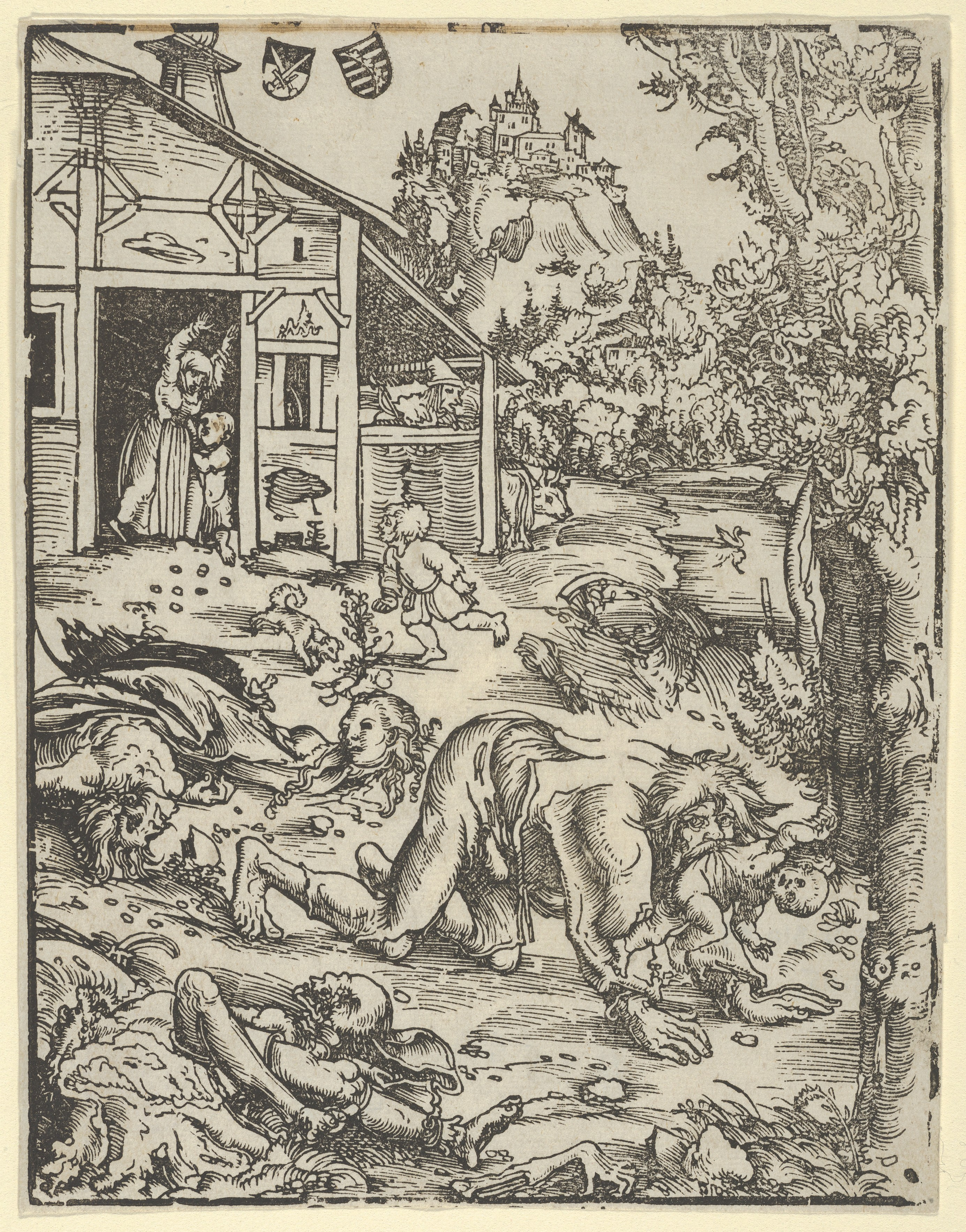
Varulv, tyskt träsnitt från tidigt 1500-tal.

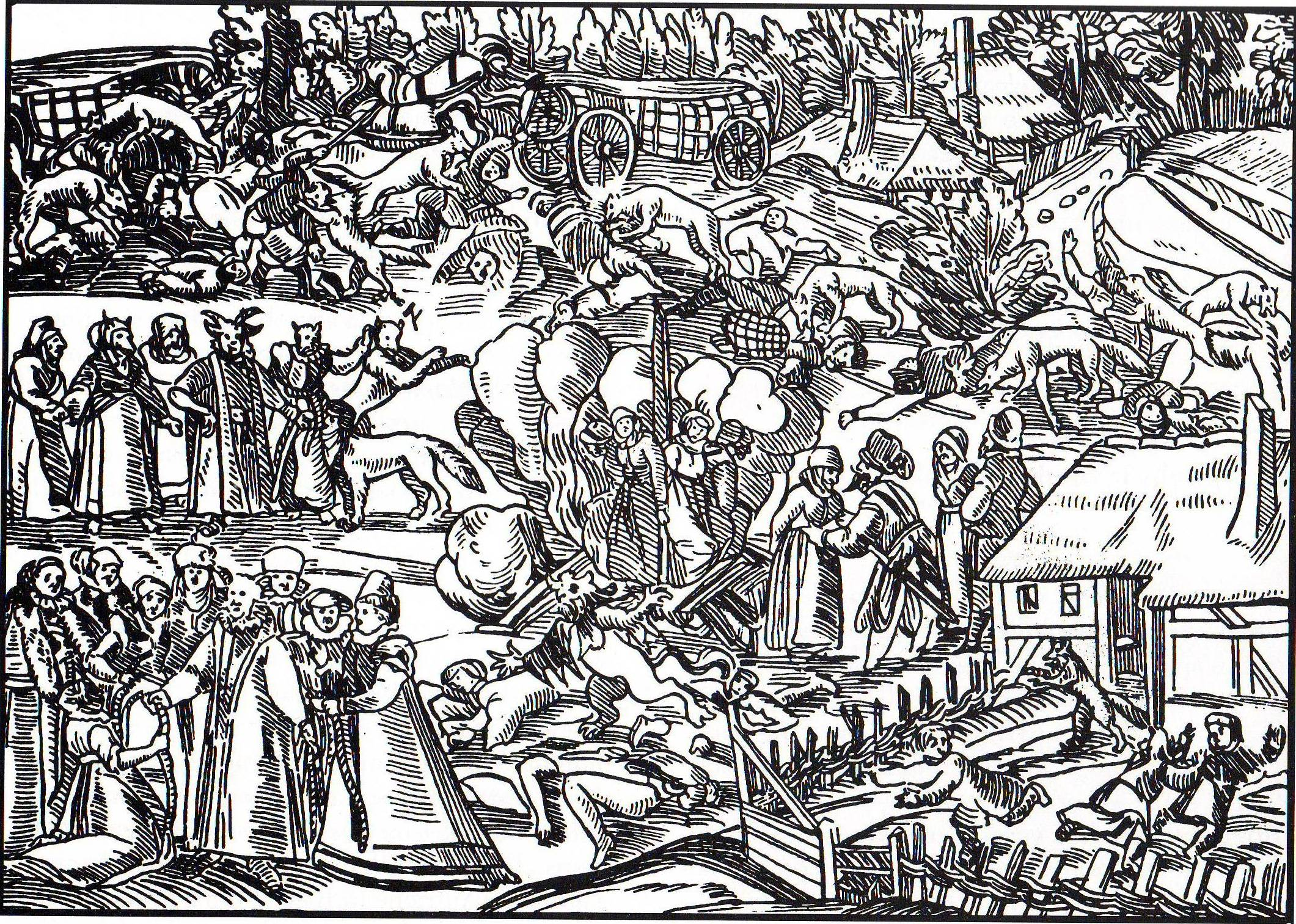
"Honvarulvarna i Jülich", sensationalism från 1591.

Varulvprocesserna representerar den särskilda formen av häxprocesser i Baltikum, och särskilt Estland, där häxprocesser ofta fick formen av varulvsprocesser.

## Hans varulv
Den så kallade Hans Varulv född 1633, död 1651, var en man som anklagades och dömdes för att vara en varulv och en häxa i Estland.
Hans stod inför rätta i Idavare vid 18 års ålder. Han sade att han hade fått sin varulvshamn av en svartklädd gubbe. Tillfrågad om det var hans kropp eller hans själ som deltog när han var varulv, sade han att han hade bitmärken efter en hund, som bet honom som varulv, och att det därför måste vara hans kropp som deltog. Han tillfrågades då om han kände sig som människa eller djur då han var varulv. Han svarade då att han kände sig som ett vilddjur. Därmed så ansågs det bevisat att han inte hade klätt ut sig, utan verkligen förvandlats till en varulv; och eftersom han invigts av en "svartklädd gubbe", som naturligtvis måste vara Satan, så kunde man döma honom för häxeri. Detta var ett vanligt sätt att göra en varulvsrättegång till en häxprocess.

## Varulvshäxprocesser
I Estland hölls omkring hundra häxprocesser mellan 1610 och 1650, där 29 kvinnor och 26 män avrättades för häxeri. En häxbok utgavs i Riga 1626, och häxjakten var intensiv även under den svenska tiden. Vad överheten helst ville motverka var den animistiska religionen, som var mycket livlig i Estland, där kristendomen var svag och ytlig; men just därför, trodde balterna inte heller på Djävulen, och trodde därför inte på häxor som for på häxsabbat och slöt förbund med Satan. Däremot så trodde balterna starkt på varulvar, och de baltiska häxprocesserna var därför ofta samtidigt varulvsprocesser.
Vid 18 rättegångar anklagades 18 kvinnor och 13 män för skadegörelse som de åstadkommit i varulvskepnad. Då de torterades för att komma med en förklaring på varför de såg ut som vanliga människor i rätten, sade de att de hade grävt ned sin varulvsskepnad under en sten. Vad som behövdes för att göra dem till häxor, var ett förbund med Djävulen. Trolldomsanklagelser var mer sällsynta och handlade ofta om förtrollade drycker i Estland, men varulvsprocesser var vanliga; så sent som 1696 ansågs en flock varulvar härja i Vastemoisa under sin ledare Libbe Matz.